# Robotdrömmar
Robotdrömmar (Robot Dreams) är en novellsamling av Isaac Asimov med ett antal robotberättelser från olika tider. Novellsamlingen hänger inte ihop med Asimovs övriga robotromaner. Den engelska originalutgåvan "Robot Dreams" kom ut 1986 i en volym, vid utgivningen i Sverige delades den upp och gavs ut i två delar: Robotdrömmar 1, 1989, och Robotdrömmar 2, 1990, båda i översättning av Karin Malmsjö. 
Robotdrömmar 1 innehåller nio noveller:
- Robotdrömmar (Robot Dreams)
- Liten försvunnen robot (Little Lost Robot)
- Föds där en människa (Breeds There a Man...?)
- Värdinnan (Hostess)
- Sally
- Strejkbrytare (Strikebreaker)
- Maskinen som vann kriget (The Machine that Won the War)
- Ögon inte bara ser (Eyes Do More Than See)
- Det marsianska undret (The Martian Way)

Robotdrömmar 2 innehåller tolv noveller:
- Rösträtt (Franchise)
- Skämtare (Jokester)
- Den sista frågan (The Last Question)
- Bryr sig biet om? (Does a Bee Care?)
- Ljuspoesi (Light Verse)
- Känslan av makt (The Feeling of Power)
- Mitt namn stavas med S (Spell My Name with an S)
- Den fula lilla pojken (The Ugly Little Boy)
- Biljardbollen (The Billiard Ball)
- Sann kärlek (True Love)
- Det sista svaret (The Last Answer)
- På det att vi inte minns (Lest We Remember)